# Thomas Zitzwitz
Thomas Zitzwitz (* 1964 in Sindelfingen) ist ein zeitgenössischer deutscher Künstler.

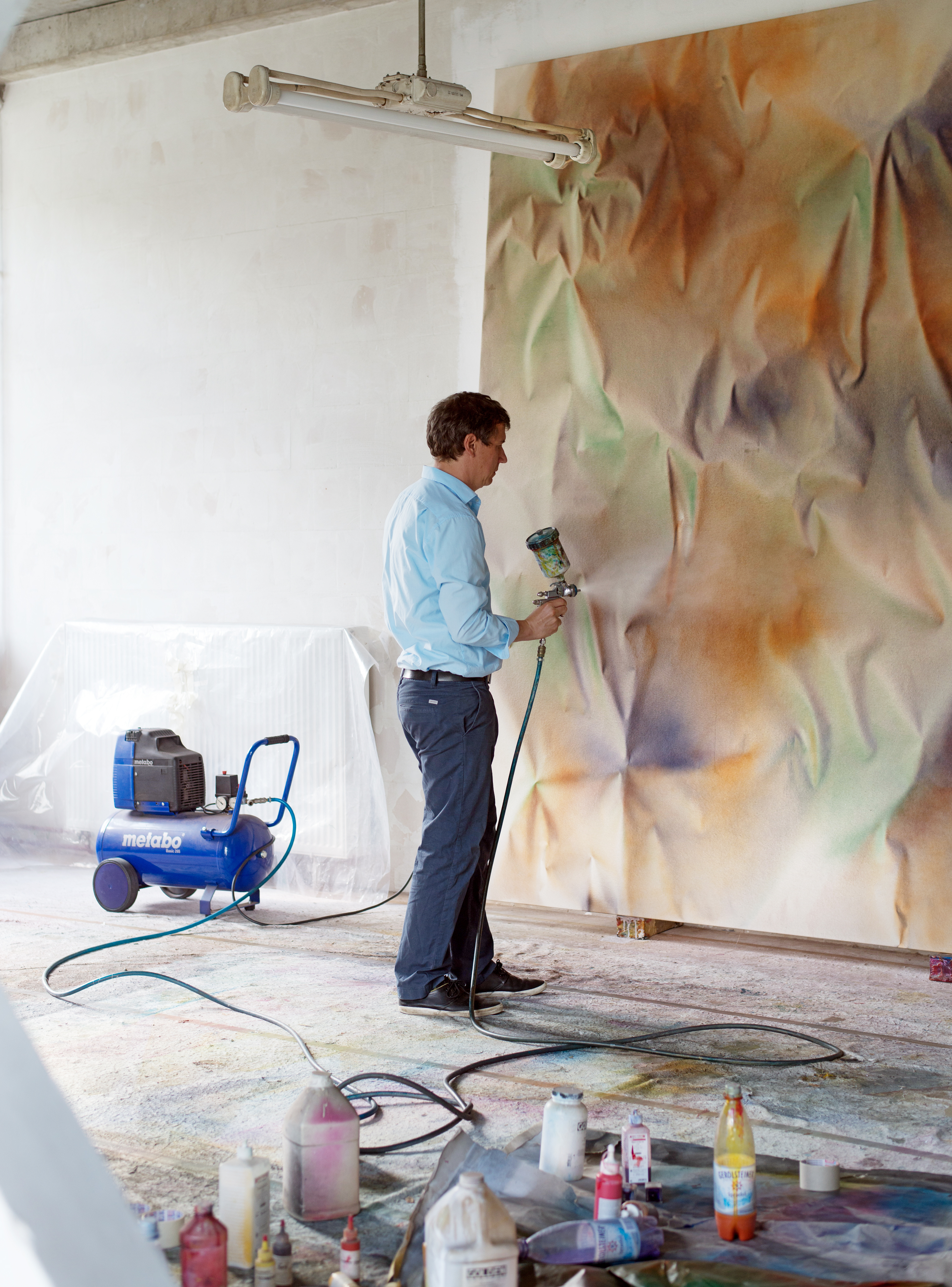
Thomas Zitzwitz, porträtiert von Albrecht Fuchs, Köln 2015

## Leben
Thomas Zitzwitz studierte von 1992 bis 1997 Medienkunst an der Hochschule für Gestaltung Karlsruhe. 1995–96 verbrachte er mit einem Fulbright-Stipendium an der New York University. 1998 erhielt er das Karl-Schmidt-Rottluff-Stipendium. Von 1998 bis 1999 unterrichtete er als Vertretungsprofessor an der Hochschule für Gestaltung Offenbach, 2004 und 2018 an der Sommeruniversität der Studienstiftung des Deutschen Volkes. Thomas Zitzwitz lebt und arbeitet in Köln.

## Ausstellungen (Auswahl)
- 2023 Totalement tendrement tragiquement, Museum gegenstandsfreier Kunst, Otterndorf[2]
- 2022 What I like!, Galerie Stadt Sindelfingen[3]
- 2022 Kiss Cool, Galerie Norbert Arns, Köln[4]
- 2022 L'année dernière à Malmaison, /SAC @ Malmaison, Bukarest, Rumänien[5]
- 2022 Pleiades, Galerie de Zaal, Delft[6]
- 2021 I'll be your mirror, Galerie Richard, Paris[7]
- 2020 Time and space aren't warping, promise, Mediations Biennale Polska, Warschau[8]
- 2019 Zone dangereuse, Zidoun-Bossuyt Gallery, Luxembourg[9]
- 2018 Sturmhöhen, Schafhof (Freising)[10]
- 2018 It smells like... flowers and fragrances, me Collectors Room Berlin[11]
- 2017 Wie bin ich nicht unglücklich, Zidoun-Bossuyt Gallery, Luxembourg[12]
- 2016 A last view, Galerie Stadt Sindelfingen[13]
- 2015 Fields of Dreams, Kunstraum Fuhrwerkswaage, Köln[14]
- 2014 Suite for Spray Gun, Zidoun-Bossuyt Gallery, Luxembourg[15]
- 2013 Guermantes, Galerie de Zaal, Delft[16]
- 2013 Sweet Home – Reloaded, Häusler Contemporary, München
- 2011 Arbeiten aus dem Bleistiftgebiet, Van Horn, Düsseldorf[17]
- 2010 Chromatic Tales, R.B.Stevenson Gallery, La Jolla
- 2010 In side out, Susan Inglett Gallery, New York[18]
- 2007 Kava Kava, Kunstmuseum Mülheim an der Ruhr
- 2007 Premières gouttes de pluie, Galerie Stadt Sindelfingen
- 2006 Secret Défense, Galerie Rupert Pfab, Düsseldorf
- 2005 Baie vitrée, Galerie Fahnemann, Berlin
- 2003 Look both ways before you cross, Galerie Gebr. Lehmann, Dresden
- 2000 Karl Schmidt-Rottluff Stipendium, Kunsthalle Düsseldorf
- 1997 Odeurs… une odyssée, Passage de Retz, Paris
- 1995 Multimediale 4, ZKM Karlsruhe[19]
- 1993 Monitor 93, Göteborgs konstmuseum